# Південний Китай

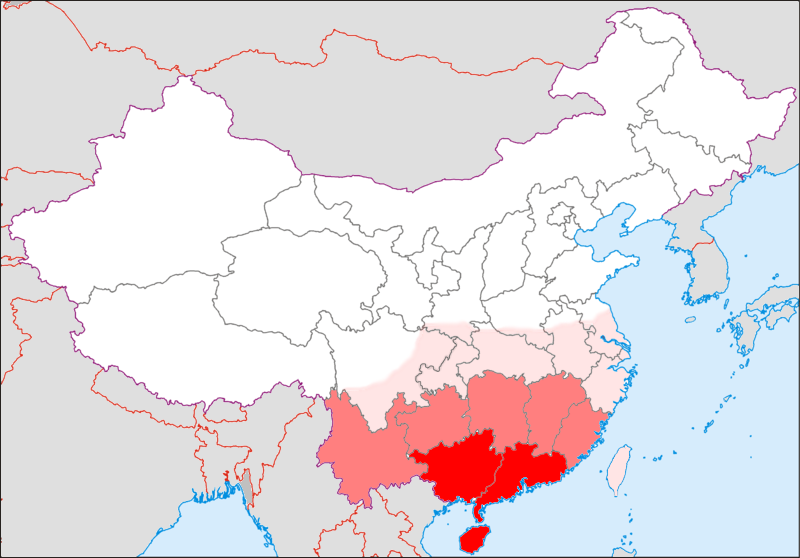
Південний Китай на карті КНР.

Півде́нний Кита́й (кит.: 华南; 華南; Huánán) — географічний регіон Китаю. Розташований на південь від гір Ціньлін та річки Хуай (Хуайхе). Найбільший населений пункт — Гуанчжоу. Основна мова — кантонська.
| Китай | Це незавершена стаття з географії КНР. Ви можете допомогти проєкту, виправивши або дописавши її. |